# Повіт Кіта-Муро
Пові́т Кіта́-Муро́ (яп. 北牟婁郡, きたむろぐん, МФА: [kʲita muɾo guɴ]) — повіт у префектурі Міє, Японія.
Станом на 1 вересня 2012 року в повіті мешкало 17 855 осіб, щільність населення — 69,6 осіб/км².
Загальна площа — 257,01 км².
В даний час повіт Кіта-Муро містить одне місто:
- Кіхоку (北 町 Kihoku-cho)